# Pointe Haute de Mary
La Pointe Haute de Mary (3.212 m s.l.m.) è una montagna del Gruppo del Chambeyron nelle Alpi Cozie.

## Caratteristiche
Si trova non lontano dal confine con l'Italia e sovrasta la Valle dell'Ubaye.

### Cartografia
- Cartografia ufficiale francese dell'Institut géographique national (IGN), consultabile online